# Oum El Bouaghi
Oum El Bouaghi là một đô thị thuộc tỉnh Oum el Bouaghi, Algérie. Dân số thời điểm năm 2002 là 59.962 người.